# Verónica Lope
Verónica Lope Fontagne (Cauderán, Burdeos, 1 de febrero de 1952) es una abogada y política española.

## Biografía
Licenciada en derecho. Ha sido concejala del Ayuntamiento de Zaragoza de 1995 a 2003. En las elecciones generales de España de 2004 fue  diputada por Zaragoza en la VIII legislatura en sustitución de Luisa Fernanda Rudi.
Posteriormente fue diputada del Parlamento Europeo desde 2009 hasta 2019 por el Partido Popular en la VII y VIII legislatura.